# Xylocopa stanleyi
Xylocopa stanleyi är en biart som först beskrevs av Leveque 1928.  Xylocopa stanleyi ingår i släktet snickarbin, och familjen långtungebin. Inga underarter finns listade i Catalogue of Life.